# Unterahorn
Unterahorn ist ein Gemeindeteil der Stadt Feuchtwangen im Landkreis Ansbach (Mittelfranken, Bayern). Unterahorn liegt in der Gemarkung Aichau.

## Geografie
Das Dorf liegt am Ahornbach (im Unterlauf Löschenbach genannt), einem rechten Zufluss der Wieseth. 0,5 km südlich des Orts liegt das Muschelholz, 0,5 km östlich das Mühlholz. Die Kreisstraße AN 52 führt an der Jakobsmühle vorbei nach Thürnhofen zur Staatsstraße 2222 (1,6 km südwestlich) bzw. nach Aichau (1,3 km nordöstlich). Eine Gemeindeverbindungsstraße führt nach Oberahorn (0,8 km westlich).

## Geschichte
Der Ort wurde am 2. Juni 1409 erstmals urkundlich genannt, als Heinz Jakob, Bürger zu Dinkelsbühl, seine zwei Güter zu Niederahorn mit einem Gut des Stifts Feuchtwangen in Zumberg tauschte.
Unterahorn lag im Fraischbezirk des ansbachischen Oberamtes Feuchtwangen. Im Jahr 1732 bestand der Ort aus 7 Anwesen mit 9 Mannschaften (2 Mühlen, 2 Höfe mit doppelter Mannschaft, 2 Höfe, 1 Ziegelhütte) und 1 Gemeindehirtenhaus. Die Dorf- und Gemeindeherrschaft und die Grundherrschaft über alle Anwesen hatte das Stiftsverwalteramt Feuchtwangen. An diesen Verhältnissen änderte sich bis zum Ende des Alten Reiches nichts. Von 1797 bis 1808 unterstand der Ort dem Justiz- und Kammeramt Feuchtwangen. 
Mit dem Gemeindeedikt (frühes 19. Jahrhundert) wurde Unterahorn dem Steuerdistrikt Heilbronn und der Ruralgemeinde Aichau zugeordnet. Im Zuge der Gebietsreform in Bayern wurde Unterahorn am 1. Januar 1972 nach Feuchtwangen eingemeindet.

## Einwohnerentwicklung
| Jahr      | 001818 | 001840 | 001861 | 001871 | 001885 | 001900 | 001925 | 001950 | 001961 | 001970 | 001987 |
| Einwohner | 39     | 37     | 43 *   | 36     | 46     | 47     | 58     | 93     | 60     | 58     | 58     |
| Häuser    | 9      | 8      |        |        | 8      | 7      | 10     | 9      | 10     |        | 14     |
| Quelle    | [ 11 ] | [ 12 ] | [ 13 ] | [ 14 ] | [ 15 ] | [ 16 ] | [ 17 ] | [ 18 ] | [ 19 ] | [ 20 ] | [ 1 ]  |

## Religion
Der Ort ist seit der Reformation evangelisch-lutherisch geprägt und bis heute nach St. Johannis (Feuchtwangen) gepfarrt. Die Einwohner römisch-katholischer Konfession sind nach St. Ulrich und Afra (Feuchtwangen) gepfarrt.